# Mychocerinus depressus
Mychocerinus depressus är en skalbaggsart som först beskrevs av Leconte 1866.  Mychocerinus depressus ingår i släktet Mychocerinus och familjen gångbaggar. Inga underarter finns listade i Catalogue of Life.